# Zdeněk Navrátil (skautský činovník)
Zdeněk Navrátil (28. února 1932, Ivančice – 2. ledna 2024, Ivančice), skautskou přezdívkou Fetišek, byl český křesťanský skautský činovník a spisovatel, nositel nejvyššího českého skautského vyznamenání, Řádu stříbrného vlka.
Kvůli své skautské činnosti a křesťanské víře byl po roce 1948 perzekvován komunistickým režimem, mj. ztrátou zaměstnání. V období 1968–1970 a po roce 1989 pomáhal obnovovat skauting v Ivančicích a spolupořádal vzdělávací akce pro skautské vedoucí.

## Dílo
- Skautská spiritualita (2007)